# Gare de Lausanne-Chauderon
La gare de Lausanne-Chauderon, dite aussi gare de Chauderon, est une gare ferroviaire du chemin de fer Lausanne-Échallens-Bercher. Elle est située sous la place Chauderon, quartier du centre de la commune de Lausanne, dans le canton de Vaud, en Suisse.

## Situation ferroviaire
Établie à 471 mètres d'altitude, la gare de Lausanne-Chauderon est entièrement souterraine. Elle est située au point kilométrique −0,35 de la ligne Lausanne – Bercher (101). Elle se situe entre la gare de Lausanne-Flon et la gare de Montétan. 
L'ancienne gare de Chauderon se situait au point kilométrique 0,00. Ce dernier est depuis resté au même endroit, sans qu'il n'y ait plus de station à ce point. Les prolongements en direction du Flon sont comptés négativement pour conserver la numérotation en direction de Bercher. La gare actuelle de Chauderon se situe donc 350 m en aval de l'ancienne.

## Histoire

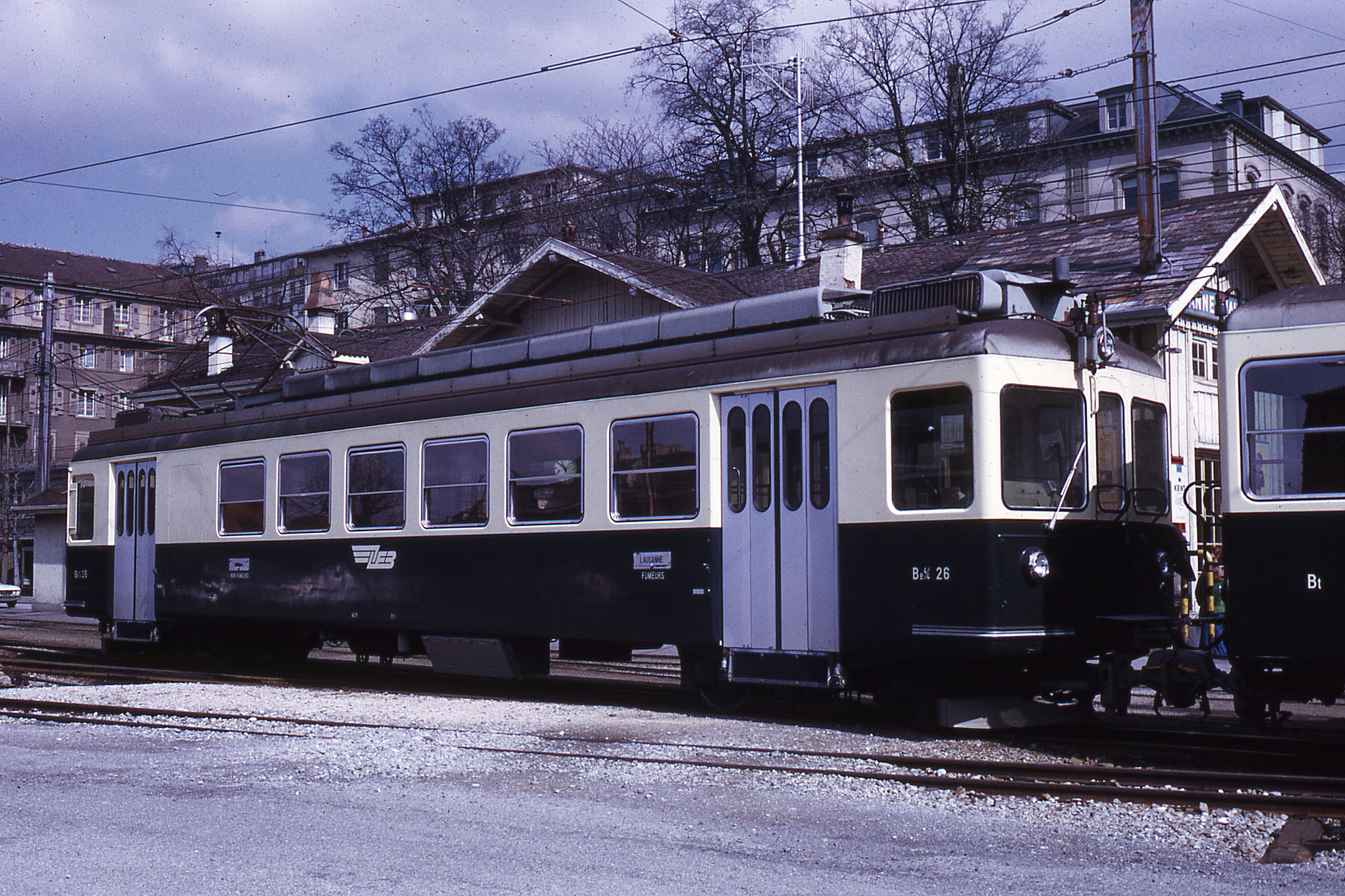
Be 4/4 26 dans l'ancienne gare de Lausanne-Chauderon en 1975

Les travaux de construction de la gare de Lausanne-Chauderon commencent fin 1872. Elle est inaugurée l'année d'après en 1873. On y installe aussi les halles et l'atelier de maintien des machines. À cette époque, la gare est le point de départ de la ligne. Cela était censé être temporaire car la ligne devait être étendue jusqu'au Flon. Tout au long du XIXe siècle, la compagnie voit son projet d'extension devenir de plus en plus hypothétique, mais ne tombera néanmoins jamais dans l'oubli. En effet, il faudra attendre le 28 mai 2000 pour voir enfin la ligne atteindre le quartier du Flon.
À la suite d'une piètre construction du toit en bois, la gare subit déjà des rénovations en 1875 avec la pose d'une couverture du toit en ardoise. Le dépôt et l'atelier doivent eux aussi être réparés en 1879, leur état étant lamentable.

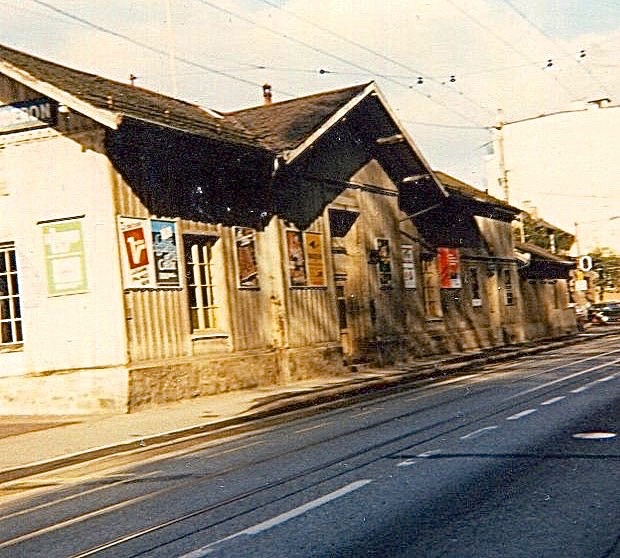
Gare de Lausanne-Chaudron en 1985

En 1883 s'ouvre le premier commerce dans la gare de Chauderon avec la construction d'une buvette. En 1891, la gare est à nouveau rénovée. Le téléphone et l'éclairage au gaz y sont installés. En 1907, un effroyable incendie ravage le dépôt et l'atelier. La reconstruction n'étant pas possible, principalement pour des raisons d'entente avec la commune de Lausanne, ces installations sont transférées à la gare d'Échallens. en 1915 l'éclairage devient électrique. La gare de Lausanne-Chauderon est à la dernière à être électrifiée avec celle de Jouxtens-Mézery. En 1920, une grande plaque tournante est posée pour permettre de manœuvrer les nouvelles locomotives, plus longues que les précédentes. En 1922 le bâtiment de la gare est entièrement rénové, et les voies sont revues pour permettre à une composition faite d'une automotrice électrique avec une voiture d'accéder à la gare, ceci en anticipation de l'électrification de la ligne qui arrivera en 1935.

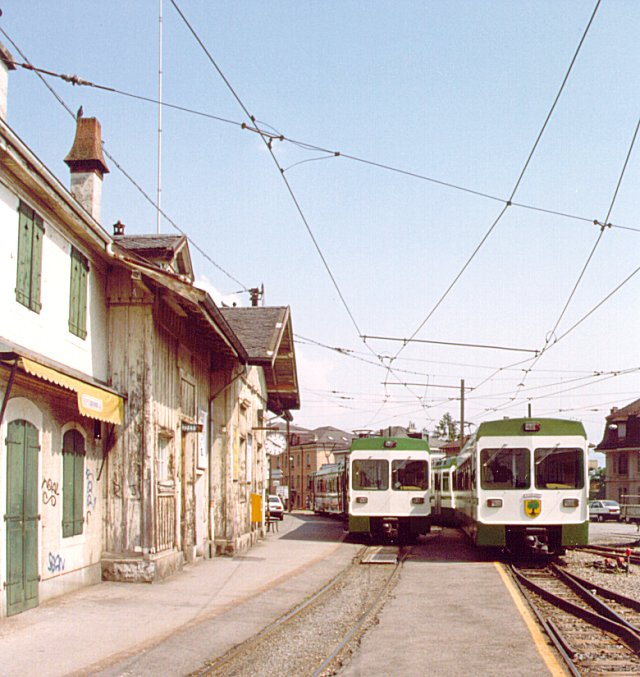
Scène à la gare de Chauderon, mai 1992.

Jusqu'au 1er mai 1970, la gare de Lausanne-Chauderon était aussi un nœud ferroviaire. En effet, si elle était le terminus de la ligne pour le trafic voyageurs, les trains marchandises pouvaient quant à eux, après manœuvres, descendre l'avenue de Morges en direction de la gare de Lausanne-Sébeillon pour transférer leur contenu sur le réseau des CFF. Depuis l'abandon des tramways au profit des trolleybus par les TL en 1964, le LEB reprend à sa charge le tronçon Lausanne-Chauderon - Sébeillon. Lors de cette même année, le bâtiment principal de la gare de Chauderon est repeint pour l'exposition nationale.
En 1991 est enfin prise la décision de prolonger la ligne jusqu'au quartier du Flon, comme cela était déjà prévu en 1873. Cette prolongation se fera en deux étapes. La première consiste à rendre souterraine la gare de Chauderon. En effet, les travaux débutent quelque temps plus tard et finalement, la nouvelle gare de Chauderon est mise en service avec le premier train régulier du 27 mai 1995. L'inauguration aura lieu le 28 juin de la même année. Pour cette occasion, l'automotrice Be 4/4 26 est baptisée Jouxtens-Mézery. L'ancien terrain en bout de l'avenue d'Échallens n'est alors plus utilisé et rendu à la commune de Lausanne. Elle y fera construire des logements et, en 2002, un parc qu'elle appellera le Parc de la Brouette en hommage au train circulant alors à cet endroit.
En 2013, la gare compte une moyenne de 1 918 passagers par jour, soit 9,08 % des mouvements journaliers de la ligne.

## Service des voyageurs

### Accueil
La gare dispose de deux niveaux. Au premier niveau, elle dispose : d'un guichet ; d'un oblitérateur pour cartes multicourses ; et d'un automate à billets CFF. Au niveau inférieur, celui du quai elle dispose d'un autre automate. Elle est équipée d'un système de vidéosurveillance. L'accès au quai se fait par des escaliers mécaniques qui descendent parallèlement à une fontaine. Un ascenseur permet l'accessibilité aux personnes en situation de handicap.
Elle dispose d'un distributeur automatique de produits alimentaires.

### Desserte
Lausanne-Chauderon est desservie par des trains régionaux et directs à destination de Bercher, d'Échallens et de Lausanne-Flon.

Installations et desserte
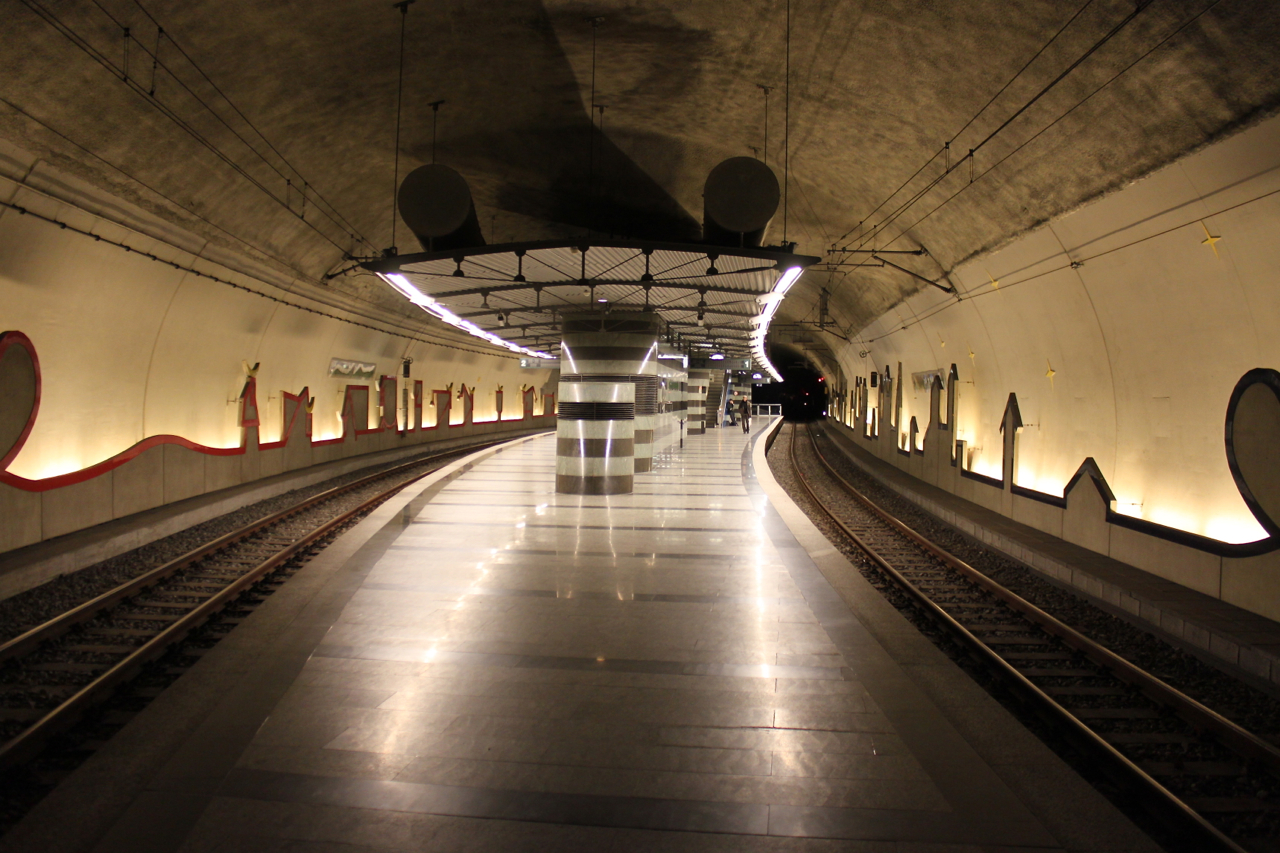
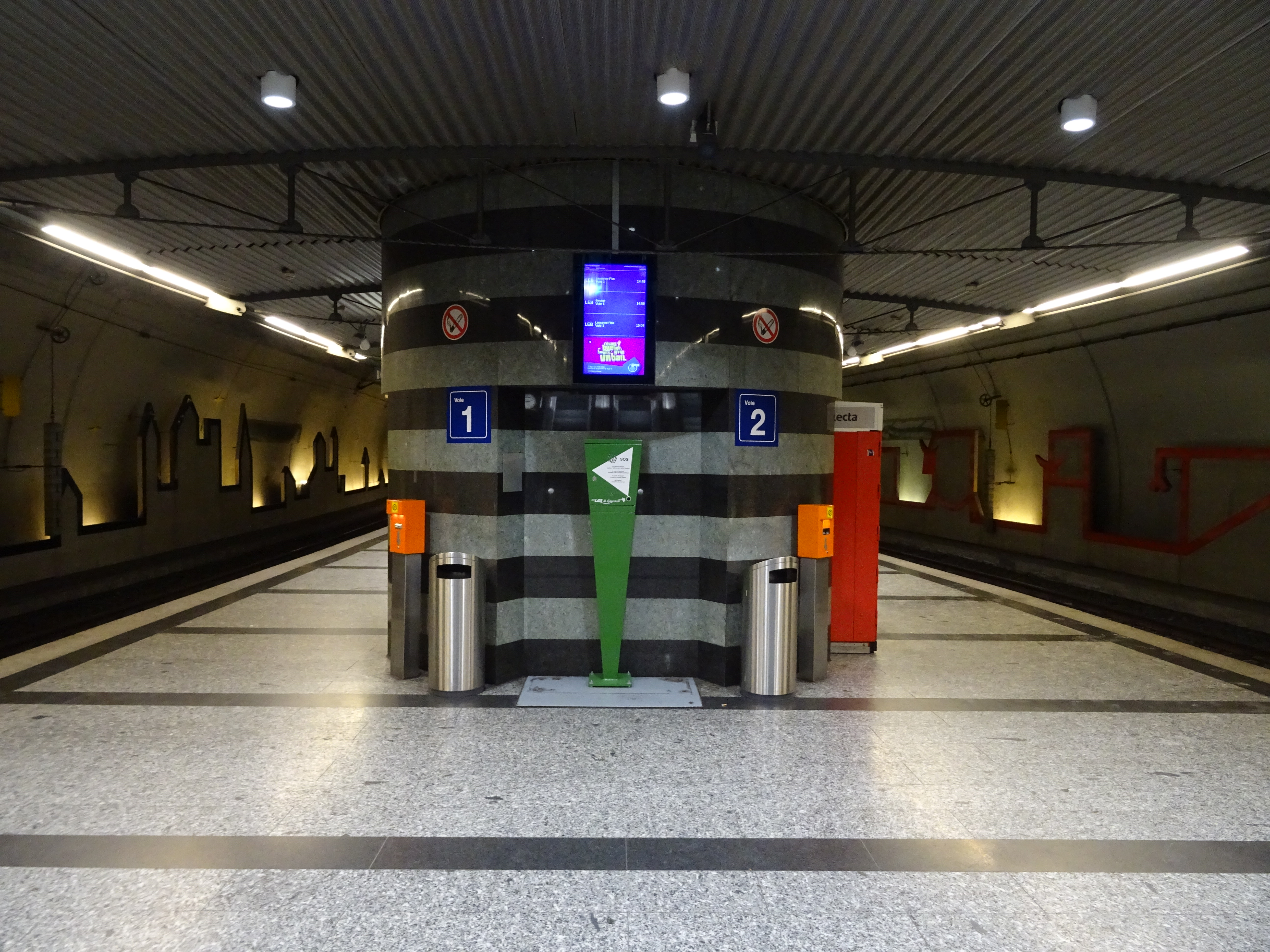
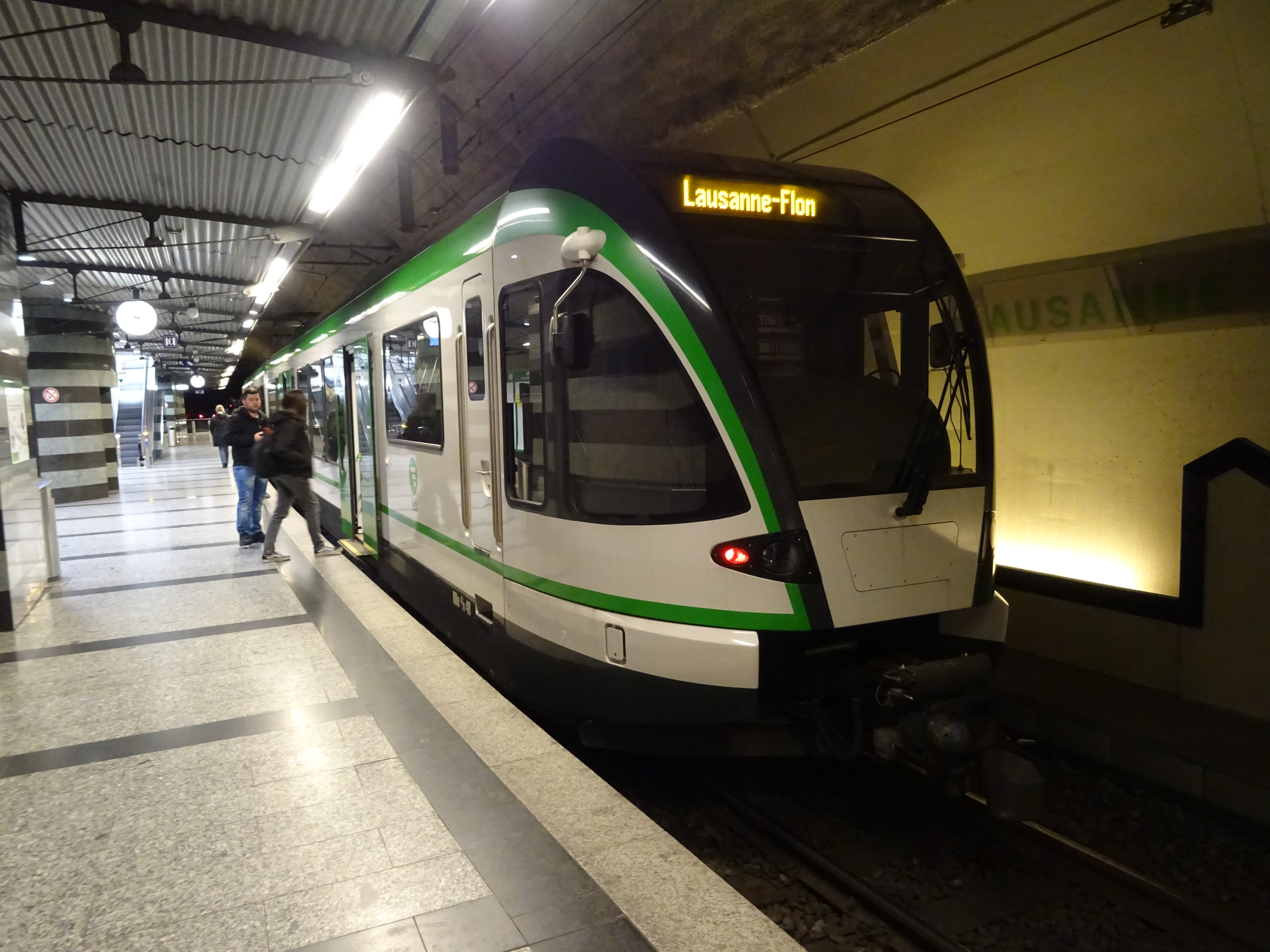